# Haliotis clathrata
Haliotis clathrata (em inglês lovely abalone) é uma espécie de molusco gastrópode marinho pertencente à família Haliotidae. Foi classificada por Reeve, em 1846. É nativa do leste da África, no oceano Índico, ao oeste do oceano Pacífico, em águas rasas.

## Descrição da concha
Haliotis clathrata apresenta concha oval e moderadamente funda, com lábio externo pouco encurvado e com visíveis sulcos espirais em sua superfície, atravessados por estrias de crescimento que lhe dão aspecto reticulado. Chegam até 6 centímetros e são de coloração salmão, laranja e vermelha a esverdeada. Os furos abertos na concha, geralmente de 4 a 5, são grandes, circulares e pouco elevados. Região interna madreperolada, iridescente, apresentando o relevo da face externa visível.

## Distribuição geográfica
Haliotis clathrata ocorre em águas rasas da zona entremarés, entre as rochas, da região oeste da África, em Moçambique, Madagáscar, Maurícia, Comores, Quénia, Seicheles, Rodrigues, Chagos e Aldabra, ao sudoeste do oceano Pacífico, na Austrália Ocidental e no Território do Norte, na costa nordeste da Austrália, em Queensland e em Nova Gales do Sul, em Samoa, Nova Caledónia, Japão (Okinawa) e mar da China Meridional.